# Дайон, Михаил Исаакович
Михаил Исаакович Дайон (23.06.1918-13.06.2000) — физик-экспериментатор, доктор физико-математических наук (1968), создатель первого в мире искрового магнитного спектрометра на воздушных счётчиках.
Родился 23 июня 1918 г. в Воронеже в семье аптекарского служащего, умершего в 1919 году. В 1927 году переехал с матерью в Ленинград. Учился в 7-й школе Володарского района.
В 1935 году как победитель городской физической олимпиады зачислен на физико-математический факультет Ленинградского университета. После его окончания (1940) был оставлен на одной из кафедр в качестве ассистента.
С 1941 по 1946 год служил в армии, участник войны, командир огневого взвода артполка, командир зенитной батареи (Ленинградский фронт). Награжден медалями «За оборону Ленинграда», «За победу над Германией в Великой Отечественной войне 1941–1945 гг.»
Демобилизовался 15 мая 1946 года и по совету своего бывшего однокурсника А. О. Вайсенберга поступил на работу в московскую Теплотехническую лабораторию № 3, которая впоследствии была преобразована в Институт теоретической и экспериментальной физики (ИТЭФ). Под руководством А. И. Алиханьяна занимался исследованиями космических лучей.
Вскоре их группу передали из Теплотехнической лаборатории в Институт физических проблем (ИФП). С начала 1951 г. она вошла в состав ФИАН.
Заместитель заведующего лабораторией элементарных частиц, которой руководил Артём Исаакович Алиханьян.
В 1950 году защитил кандидатскую диссертацию:
- Протоны в космических лучах на высоте 3250 м над уровнем моря : диссертация … кандидата физико-математических наук : 01.00.00. — Москва, 1949. — 116 с. : ил.

В 1953 г. присвоено учёное звание «старший научный сотрудник».
В 1968 году защитил докторскую диссертацию «Спектральные исследования космического излучения в атмосфере (на высоте 2-3 км) и под землей (на глубине 40 м. в. э.) и разработки новых методов идентификации частиц и определения импульсов быстрых заряженных частиц».
Создатель первого в мире искрового магнитного спектрометра на воздушных счётчиках (1968 год).
В 1978—1979 гг., после смерти А. И. Алиханьяна, и. о. заведующего лабораторией элементарных частиц.
С 1988 года научный консультант.
Умер на своём рабочем месте 13 июня 2000 года.
Сочинения:
- Искровая камера [Текст] / М. И. Дайон, Б. А. Долгошеин, В. И. Ефременко,  Лексин Г. А., Любимов В. А. — Москва : Атомиздат, 1967. — 319 с. : ил.; 21 см.
- М. И. Дайон, Г. А. Лексин, «Искровые детекторы заряженных частиц», УФН, 80:2 (1963), 281—329; Phys. Usp., 6:3 (1963), 428—458
- М. И. Дайон, «Тяжёлые нестабильные частицы», УФН, 56:3 (1955), 465—467
- Искровые камеры в магнитном поле [Текст] / М. И. Дайон, В. М. Князев, Г. А. Марикян ; Акад. наук СССР. Физ. ин-т им. П. Н Лебедева. Лаборатория элементарных частиц. — Москва : [б. и.], 1964. — 16 с.; 20 см.
- Фоторождение П-мезонов на ядрах гелия [Текст] / В. А. Царев, М. И. Дайон, Ю. А. Раков. — Москва : [б. и.], 1971. — 28 с., 2 л. ил.; 21 см. — (Препринт/ АН СССР. Физ. ин-т им. П. Н. Лебедева. Лаб. фотомезонных процессов. Лаб. элементарных частиц; № 170).
- Ливневой детектор — многопластинчатая стримерная камера [Текст] / М. И. Дайон, С. А. Крылов, В. А. Ющенко [и др.]. — Москва : [б. и.], 1973. — 9 с., 2 л. ил.; 25 см. — (Институт теоретической и экспериментальной физики. ИТЭФ; 28).
- Запуск высоковольтного генератора Аркадьева-Маркса лучем лазера и исследование характеристик генератора [Текст] / М. И. Дайон, С. Д. Кайтмазов, Б. Н. Ломоносов и др. ; АН СССР. Физ. ин-т им. П. Н. Лебедева. Лаборатория элементарных частиц. Лаборатория колебаний. — Москва : [б. и.], 1969. — 12 с. : ил.; 21 см.
- Влияние магнитного поля на точность определения импульса частиц в стримерной камере и в искровых камерах [Текст] / М. И. Дайон, О. К. Егоров, С. А. Крылов [и др.] ; Физ. ин-т им. П. Н. Лебедева АН СССР. Ин-т теорет. и эксперим. физики. — Москва : [б. и.], 1970. — 18 с. : ил.; 21 см.